# Trần Quốc Chẩn
Huệ Vũ đại vương Trần Quốc Chẩn (chữ Hán: 惠武大王陳國瑱; 1281 - 1328) là một chính trị gia và hoàng thân của triều đại nhà Trần trong lịch sử Việt Nam.
Ông được đánh giá là một trong những nhân vật chính trị kiệt xuất của nhà Trần, trở thành trụ cột chính của triều đại này khi ông vừa là chú vừa là cha vợ của Trần Minh Tông. Cái chết của ông liên quan đến vấn đề kế vị, khi ông phản đối ý định của Minh Tông lúc muốn lập Trần Hiến Tông, và điều này dẫn đến việc ông bị kết tội phản nghịch và bị bỏ đói đến chết. Việc Ông qua đời để lại rất nhiều chỉ trích của các sử gia đối với Trần Minh Tông.

## Thân thế
Trần Quốc Chẩn sinh ngày 29 tháng 1 (âm lịch) năm Thiệu Bảo thứ 3 (tức 19 tháng 2 năm 1281). Ông là con trai thứ của Trần Nhân Tông, em của Thái tử Trần Thuyên, người sau là Trần Anh Tông. Sử sách không ghi chép chính xác mẹ của ông là ai, có lẽ là chính thê của Nhân Tông, Khâm Từ Bảo Thánh hoàng hậu, hoặc em gái bà là Tuyên Từ hoàng hậu, cả hai đều là con gái Trần Hưng Đạo.
Mặc dù tuổi còn nhỏ, nhưng ông rất được Nhân Tông và Anh Tông yêu mến. Sách Đại Việt sử ký toàn thư chép:
| “ | Thượng hoàng có lần ngự cung Trùng Quang, vua đến chầu, quốc công Quốc Tuấn đi theo. Thượng hoàng nói: "Nhà ta vốn là người hạ lưu (thủy tổ người Hiền Khánh), đời đời chuộng dũng cảm, thường xăm hình rồng vào đùi. Nếp nhà theo nghề võ, nên xăm rồng vào đùi để tỏ là không quên gốc". Bấy giờ thợ xăm đã đợi mệnh ở ngoài cửa cung. Vua rình lúc Thượng hoàng quay nhìn chỗ khác, về ngay cung Trùng Hoa. Một lúc lâu, Thượng hoàng hỏi Quan gia đâu rồi, các quan tả hữu thưa là đã về cung Trùng Hoa. Thượng hoàng bảo: "Quan gia đã trốn rồi chăng? thì xăm cho Quốc Chẩn vậy". Quốc phụ có xăm hình rồng ở đùi, mà về sau nối ngôi không xăm ở đùi nữa là bắt đầu từ Anh Tông. | ” |
| — | |   |

## Tham dự triều chính
Năm Trùng Hưng thứ 9, Quý Tị (1293), Trần Nhân Tông nhường ngôi cho Thái tử Trần Thuyên, sử gọi Trần Anh Tông. Mùa thu năm đó, khi mới 13 tuổi, ông đã được phong là Huệ Vũ đại vương (惠武大王).
Năm Hưng Long thứ 10 (1302), ông được phong chức Nhập nội Bình chương, tương đương Tể tướng.
Năm Hưng Long thứ 20 (1312), Chiêm Thành lấn chiếm biên giới phía nam Đại Việt. Anh Tông ngự giá thân chinh, đến phủ Lâm Bình, chia quân làm ba đường, sai Trần Quốc Chẩn theo đường núi, Trần Khánh Dư theo đường biển, đích thân vua tự dẫn sáu quân theo đường bộ; thủy bộ, cùng tiến đánh. Một lần quân Chiêm định tập kích ngự doanh, quân Trần Quốc Chẩn kịp thời cứu viện, phối hợp với Đoàn Nhữ Hài bao vây, bức hàng quân Chiêm Thành thắng lợi, quân Trần không tốn một mũi tên.
Năm Đại Khánh thứ 5 (1318), Trần Minh Tông sai ông cùng tướng quân Phạm Ngũ Lão tiếp tục đi đánh dẹp quân Chiêm Thành thu được thắng lợi lớn, giữ yên bờ cõi quốc gia.
Năm Đại Khánh thứ 7 (1320), mùa đông, Trần Anh Tông băng hà. Trước đây, khi Thái thượng hoàng Trần Anh Tông không khỏe, vua ngày đêm ở luôn ngoài cửa phòng ngủ của Thượng hoàng, mỗi khi vào thăm thì cùng đi với Quốc Chẩn. Vì Anh Tông tin cậy Quốc Chẩn hơn cả, định đem vua gửi gắm Quốc Chẩn, cho nên không cho vào thăm một mình, mà phải cùng đi với Quốc Chẩn, cốt để cho tình nghĩa vua tôi được khăng khít và không còn nghi ngại gì nữa.
Năm Đại Khánh thứ 10 (1323), con gái ông là Huy Thánh công chúa thành hôn với Trần Minh Tông, tức Lệ Thánh hoàng hậu. Do có nhiều công lao với triều đình, hơn nữa lại là cha vợ của Minh Tông, vào năm Khai Thái thứ nhất (1324), Trần Quốc Chẩn được vua Trần phong chức: Nhập nội Quốc phụ Thượng tể – chức quan đầu triều coi giữ Lục bộ Thượng Thư.
Sử cũ còn ghi nhận, Trần Quốc Chẩn không chỉ là người có tài trong việc cầm quân xung trận mà ông còn là người nổi tiếng đức độ, được các quan trong triều hết lòng nể phục.

## Cái chết
Năm Khai Thái thứ 5 (1328), mùa xuân, tháng 3, Quốc phụ thượng tể Huệ Vũ đại vương Trần Quốc Chẩn bị giết.
Trần Minh Tông giữ ngôi được 15 năm (từ năm 1314 đến năm 1329) tuổi đã cao mà chưa lập được Thái Tử. Huệ Vũ vương Quốc Chẩn có ý đợi Lệ Thánh hoàng hậu sinh con trai thì mới lập. Lúc bấy giờ, Cương Đông Văn Hiến hầu (không rõ tên) là con của Tá thánh Thái sư Trần Nhật Duật muốn đánh đổ Hoàng hậu để lập Thái tử Vượng (sau là Trần Hiến Tông) mới đem của đút cho gia thần của Quốc Chẩn là Trần Nhạc 100 lạng vàng bảo Trần Nhạc vu cáo cho Quốc Chẩn có âm mưu làm phản. Hẳn là lúc bấy giờ Lệ Thánh Hoàng hậu đang mang thai nên phe Cương Đông Văn Hiến hầu và Trần Khắc Chung, đứng đằng sau là Lê Nguyên phi mẹ Hoàng tử Vượng mới lo lắng ra tay trước như vậy (rốt cuộc năm đó Hoàng hậu chỉ sinh ra một công chúa, tức Thiên  Ninh Công chúa Trần Thị Ngọc Tha)
Trần Minh Tông tin cho là thật, liền ra lệnh bắt giam ngay Quốc Chẩn vào chùa Tư Phúc ở kinh sư rồi đem việc ấy hỏi Thiếu bảo Trần Khắc Chung. Khắc Chung cùng cánh với Văn Hiến Hầu, lại cùng với mẹ thái tử Vượng Anh Tư nguyên phi Lê thị, đều là người Giáp Sơn (Kinh Môn) và đã từng làm thầy dạy Thái tử Vượng, liền trả lời: "Bắt hổ thì dễ, thả hổ thì khó". Minh Tông truyền bắt Quốc Chẩn phải tuyệt thực.
Lệ Thánh hoàng hậu khi vào thăm cha đã lấy áo nhúng nước mặc vào người rồi vắt ra cho cha uống. Sau Quốc Chẩn chết, hưởng dương 47 tuổi. Triều đình bắt bớ đến hơn trăm người liên can. Mỗi khi xử án, bị can phần nhiều đều kêu oan.
Về sự việc này, sử thần Ngô Sĩ Liên nhận xét:
| “                                                 | Ngôi Thái tử là gốc của nước, không thể không lập sớm. Phận chính đích không thể để chi thứ phạm bừa. Vua ở ngôi đã lâu, con thứ đã lớn rồi mà con chính đích chưa sinh, thì làm thế nào? Tòng quyền là phải. Đợi con đích là chấp chính, lập con thứ là tòng quyền. Đến khi con đích sinh ra, lớn lên, thì gia phong cho con thứ tước Vương, còn ngôi Thái tử trả về con đích, ai bảo là chẳng nên? Có người hỏi rằng: "Lỡ có chuyện không lành, vua cha mất trước thì nguy lắm". Xin thưa: Hãy chăm chú vào lời dạy thường ngày, nhận rõ lấy những lời trong di chiếu, chọn người bề tôi xã tắc, ủy cho việc gửi gắm con côi, thì không có lo gì. Huống chi Minh Tông chính mình ở vào cảnh ấy rồi, tất nhiên có thể xử trí được ổn thỏa. Quốc Chẩn là người cố chấp không linh hoạt, để cho kẻ gian thần thừa dịp gieo vạ, đáng thương thay!. Kinh dịch có câu: "Xét xem có chỗ sáng tỏ thông suốt mà thi hành điển lễ". Quốc Chẩn có lẽ chưa nghe bao giờ! Nhưng mối oan của ông không thể không làm cho rõ. | ” |
| — Đại Việt sử ký toàn thư - Trần Minh Tông bản kỷ | |   |

## Minh oan
Về sau, vợ lẽ của Trần Nhạc ghen với vợ cả, tố cáo sự thật, đem việc Văn Hiến Hầu đút vàng tâu lên vua. Việc giao xuống ngục quan xét, Lê Duy là người cương trực đem xét hỏi ngay ngày hôm ấy. Trần Phẫu phải tội lăng trì (tức xẻo thịt từng miếng cho đến chết), nhưng chưa kịp hành hình thì gia nô của Thiệu Vũ (con Quốc Chẩn) đã xẻo thịt Trần Phẫu ăn sống gần hết. Văn Hiến hầu tuy được tha tội chết, nhưng giáng làm thứ nhân, tước bỏ tên họ trong hoàng tộc.
Trần Minh Tông lúc nào cũng bị ám ảnh bởi vụ án oan của cha vợ. Để sửa sai, nhà vua đã cho khôi phục chức tước, sai lập đền thờ Trần Quốc Đền Quốc phụ thờ ông nằm bên tả ngạn sông Kinh Thầy là một trong tám di tích thuộc "Chí Linh bát cổ" nổi tiếng được nhiều sử sách ghi nhận. Trước kia đền thuộc xã Kiệt Đặc, huyện Chí Linh nay thuộc thôn Nẻo, phường Chí Minh, thị xã Chí Linh, tỉnh Hải Dương.
Đến năm Giáp Thân (1344), thời Trần Dụ Tông (cháu ngoại của ông), vụ án Huệ Vũ đại vương Trần Quốc Chẩn được minh oan hoàn toàn. Thượng hoàng Minh Tông phục chức Nhập nội Quốc Phụ Thượng Tể cho ông. Khi đến Chí Linh thăm đền thờ ông, tương truyền Minh Tông đã viết bài thơ Dạ vũ để tỏ nỗi lòng:
| 夜雨 ... 秋氣和燈失曙明， 碧蕉窗外遞殘更。 自知三十年前錯， 肯把閒愁對雨聲。 | Dạ vũ ... Thu khí hòa đăng thất thự minh, Bích tiêu song ngoại đệ tàn canh. Tự tri tam thập niên tiền thác, Khẳng bả nhàn sầu đối vũ thanh. | Mưa đêm ... Giọt mưa tàu chuối tiễn đêm dài, Hiu hắt đèn thu trước ban mai. Ba chục năm rồi, lầm lỗi bấy! Đành ôm sầu hận, lắng mưa rơi. |